# Pandanus butayei
Pandanus butayei är en enhjärtbladig växtart som beskrevs av De Wild. Pandanus butayei ingår i släktet Pandanus och familjen Pandanaceae.
Artens utbredningsområde är Kongo-Kinshasa. Inga underarter finns listade.